# Крячок полінезійський
Крячок полінезійський (Onychoprion lunatus) — вид морських сивкоподібних птахів підродини крячкових (Sterninae) родини мартинових (Laridae). Поширений на островах Тихого океану.

## Поширення
Крячок полінезійський розмножується на островах тропічної частини Тихого океану. На північному кінці свого ареалу він гніздиться на північно-західних Гавайських островах (з найбільшою популяцією на острові Лисянського) та двох невеликих острівцях біля Оаху, на сході ареалу аж до островів Туамоту, з іншими колоніями на островах Товариства, островах Лайн, островах Фенікс, Маріанських островах та Американському Самоа. Є непідтверджені повідомлення про розмноження аж на південь до Фіджі та на схід до острова Пасхи. Мало що відомо про популяції за межами Гаваїв. Поза сезоном розмноження птахи з Гавайських островів летять на південь. Вважається, що птахи в інших частинах Тихого океану також є перелітними і розселяться аж до Папуа Нової Гвінеї, Філіппін і острова Пасхи.

## Опис
Його довжина становить 35-36 см. Корона чорна і має білу надбрівну смугу, яка тягнеться над чолом у формі півмісяця. Має чорну лінію, яка тягнеться від куточка дзьоба до потилиці та перетинає очі. Щоки, горло, шия і нижня частина тіла білі. Спина, покриви та надхвістя сірі з легкими коричневими відтінками. Крила і хвіст сірі. Дзьоб і ноги чорні.